# Ibipitanga
Ibipitanga este un oraș în statul Bahia (BA) din Brazilia.